# مولسيلف
مولسيلف (بالنرويجية Målselv) هي بلدية في مقاطعة ترومس وفينمارك في النرويج. المركز الإداري للبلدية هو قرية موين، والمركز التجاري الرئيسي للبلدية هو منطقة باردوفوس. وبالإضافة إلى حدودها مع السويد في الشرق والمحيط (عبر مضيق بحري) في الشمال الغربي فإنها تحد بلديات سورايسا وباردو وبالسفيورد وستورفيورد ولينفيك .
تبلغ مساحتها 3,326 كيلومتر مربع (1,284 ميل2) وتحتل المرتبة الحادي عشر من حيث المساحة من بين بلديات النرويج، والمركز رقم 147 من حيث عدد السكان الذي يبلغ تعدادهم 6640 نسمة، أي أن الكثافة السكانية 2.1 نسمة لكل كيلومتر مربع (5.4/ميل2).
تعتبر السياحة صناعة متنامية في مولسيلف مع افتتاح منتجع للتزلج. ومن معالمها أيضًا شلال مولسيلف، والذي يُعد الشلال الوطني للنرويج ووجهة لصيادي سمك السلمون. وتاريخيًا كان بها معسكر اعتقال باردوفوس خلال الحرب العالمية الثانية .